# Oras Invest
Oras Invest Oy est une entreprise familiale finlandaise qui détient le groupe Oras et qui possède des parts d'Uponor, de Tikkurila et de Kemira. 
À la fin de 2018, l'actif net d'Oras Invest s'élevait à 634 millions d'euros.